# Ruimteverwering

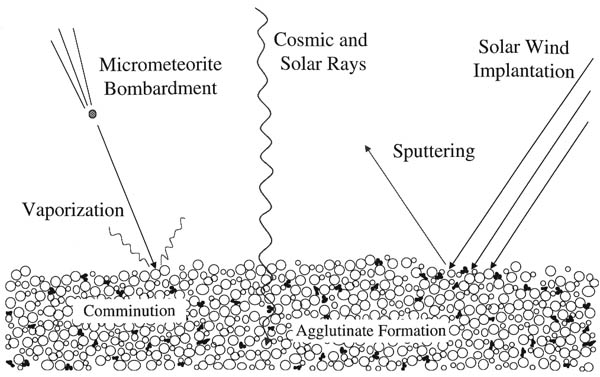
Verschillende processen die tot ruimteverwering gerekend worden.

Verwering in de ruimte of ruimteverwering is een naam voor een aantal processen die in de ruimte op voorwerpen werken. In het zonnestelsel staan hemellichamen zonder of met slechts een zeer ijle atmosfeer, zoals de Maan, Mercurius en planetoïden, bloot aan de zonnewind en kosmische straling van buiten het zonnestelsel en van de Zon zelf. Ook het effect van inslagen van meteorieten en micrometeorieten wordt tot ruimteverwering gerekend.
Ruimteverwering is bij veel atmosfeerloze hemellichamen een belangrijk oppervlaktevormend proces. Het beïnvloedt ook de optische eigenschappen van het oppervlak van het hemellichaam, zodat begrip van de processen kan helpen bij het interpreteren van gegevens die verkregen zijn met remote sensing.

## Producten van ruimteverwering
Het grootste gedeelte van de kennis over ruimteverwering is verkregen door bestudering van maanstenen die tijdens de Apollovluchten zijn meegenomen naar de Aarde, met name stukken van de regoliet (de "maanbodem"). Door een constante flux van geladen deeltjes en micrometeorieten, samen met het af en toe inslaan van een grotere meteoriet, wordt materiaal uit de maanbodem verkleind, lokaal gesmolten of verdampt, gesputterd en omgeploegd.
Het eerste product van ruimteverwering dat ontdekt werd was agglutinaat. Dit is materiaal dat ontstaat door plaatselijk smelten van de regoliet als gevolg van inslagen van micrometeorieten. Het resultaat is een aan elkaar "gelijmd" geheel van kleine glas- en mineraalbrokjes met groottes van een paar micrometer tot enkele millimeter. Vanwege de aanwezigheid van ijzer in nanofase ziet agglutinaat er zwart uit. Geschat wordt dat zo'n 60 tot 70% van het maanoppervlak bestaan uit agglutinaat.
Ruimteverwering kan ook sporen achterlaten in de regoliet zelf, zoals gestolde glasbolletjes, ingesloten waterstof, helium of andere gassen, of sporen van kosmische straling. In de jaren negentig werden door verbeterde technieken zeer dunne (60-200 nm) zogenaamde "patina's" ontdekt, randen op korrels die gevormd worden door het verrijpen van gas dat ontstond bij micrometeorietinslagen en het sputteren van omringende korrels.